# Juventus Football Club 1989-1990
Questa voce raccoglie le informazioni riguardanti la Juventus Football Club nelle competizioni ufficiali della stagione 1989-1990.

## Stagione

Roberto Galia è tra i protagonisti del double continentale: il difensore sigla il decisivo 1-0 al che, nella finale di ritorno a San Siro, dà alla Juventus la Coppa Italia (sopra), e poi apre le marcature nella finale di andata della Coppa UEFA al Comunale.

Nell'estate del 1989 la Juventus riparte con Dino Zoff per il secondo anno in panchina. Anche la rosa rimane per buona parte la stessa dell'anno passato, con alcuni nuovi innesti in ogni reparto. Per quanto riguarda la formazione base, davanti all'estremo difensore Tacconi, in difesa si segnalano le partenze del capitano Cabrini – il quale lascia la maglia bianconera dopo tredici stagioni, cedendo la fascia a Brio – e di Favero, con Napoli e De Agostini che diventano titolari a tempo pieno delle corsie laterali; al centro della retroguardia, accanto a Tricella arriva Dario Bonetti. Il centrocampo vede l'inserimento di Sergej Alejnikov, compagno di Zavarov nella nazionale sovietica, al fianco dei confermati Galia e Marocchi. L'attacco viene invece quasi rivoluzionato: del reparto offensivo della precedente stagione rimangono solo le mezzepunte Zavarov e Rui Barros; Altobelli e Laudrup fanno le valigie, e al loro posto si scommette su due giovani provenienti dalla Serie B e ancora semisconosciuti al grande pubblico, Pierluigi Casiraghi e il capocannoniere uscente del torneo cadetto, Salvatore Schillaci, entrambi al debutto in Serie A.
L'inizio della stagione è segnato dal lutto per la prematura scomparsa, avvenuta a trentasei anni, di Gaetano Scirea, storica bandiera del club e al momento allenatore in seconda di Zoff. Scirea perde la vita il 3 settembre 1989 in un incidente automobilistico a Babsk, in Polonia, dove si era recato per visionare la squadra del Górnik Zabrze, prossimo avversario della Juventus in Coppa UEFA.
Per quanto riguarda il lato sportivo, le prestazioni offerte nella prima parte di campionato dalla formazione bianconera sembrano ripercorrere lo scialbo cammino dell'annata precedente, con la squadra che rimane nelle posizioni di primo piano ma non riesce a inserirsi nella lotta per lo scudetto. Nonostante i contemporanei e proficui percorsi in Europa e in Coppa Italia, la prospettiva di un'altra stagione senza titoli in bacheca porta a una rivoluzione nei vertici societari: il 5 febbraio 1990 il presidente Giampiero Boniperti, in carica dal 1971, rassegna le dimissioni subentrandogli Vittorio Caissotti di Chiusano, già a capo del consiglio di amministrazione del club.

Da sinistra: l'allenatore Dino Zoff e il portiere Stefano Tacconi, negli spogliatoi del Partenio, posano con la Coppa UEFA vinta dopo avere superato i connazionali della.

In questo clima d'incertezza, in cui inizia a essere messa in discussione anche la panchina di Zoff, con l'arrivo della primavera avviene invece la svolta positiva, che incide favorevolmente sull'intera stagione. L'11 marzo una ritrovata Juventus regola per 3-0 il Milan di Arrigo Sacchi nella classica del Comunale, momento che de facto segna l'inizio dell'ottimo finale di stagione bianconero; comincia a salire alla ribalta Schillaci che chiuderà il suo primo torneo di Serie A a quota 15 reti, guadagnandosi le attenzioni del commissario tecnico della nazionale italiana, Vicini, e la successiva convocazione in maglia azzurra per l'imminente campionato del mondo 1990, assieme ai compagni di spogliatoio Tacconi, De Agostini e Marocchi.
La squadra chiude il campionato al quarto posto, come l'anno precedente, a sette lunghezze dal Napoli di Maradona campione d'Italia. Tre giorni prima, il 25 aprile, era arrivato il successo nella coppa nazionale, ancora ai danni del favorito Milan: nel computo della doppia finale, dopo la partita di andata a Torino terminata a reti inviolate, nel retour match la Juventus espugna il Meazza di Milano grazie a un guizzo di Galia poco dopo il primo quarto d'ora di gioco, sufficiente per vincere la sua ottava Coppa Italia e tornare al contempo a sollevare un trofeo dopo un'astinenza di quattro anni.

La squadra posa al Comunale all'indomani del doblete

L'epilogo della stagione diventa ancora migliore il mese seguente quando arriva il secondo trofeo dell'anno, la Coppa UEFA. In virtù di un ottimo cammino continentale, segnato da sette vittorie nelle prime sette gare e a cui pongono una seria resistenza solo due formazioni tedesche, l'Amburgo ai quarti e il Colonia in semifinale, i piemontesi arrivano all'atto conclusivo della manifestazione trovandosi di fronte la Fiorentina di un Roberto Baggio ormai prossimo a vestire la maglia bianconera: nella prima finale internazionale tra due squadre italiane, la Juventus ipoteca la sua seconda Coppa UEFA già all'andata, grazie al 3-1 interno di Torino – in una partita rimasta l'ultima giocata dai bianconeri nel vecchio Comunale, impianto abbandonato dopo 57 anni –, così da rendere ininfluente il pareggio a reti bianche della partita di ritorno, disputata in campo neutro al Partenio di Avellino.
La formazione torinese chiude così la stagione mettendo agli annali il terzo double continentale della sua storia – dopo i precedenti del 1976-1977 e 1983-1984 –, un traguardo che tuttavia non basta alla riconferma di Zoff, già da tempo "scaricato" dai nuovi vertici societari: al tecnico friulano rimane la soddisfazione di essere il primo a vincere la Coppa UEFA sia da giocatore (1976-1977) sia da allenatore, peraltro in entrambi i casi con la Juventus.

## Divise e sponsor

Il neoacquisto Salvatore Schillaci, migliore marcatore stagione della squadra, in azione con la prima divisa bianconera che porta al debutto la sponsorizzazione UPIM.

Il fornitore tecnico della Juventus per la stagione 1989-1990 è Kappa, mentre come sponsor ufficiale debutta UPIM.
Le due casacche da gioco stagionali prevedono: una prima divisa con maglia a strisce bianconere verticali abbinata a pantaloncini e calzettoni bianchi, questi ultimi con piccoli dettagli neri; il completo da trasferta presenta invece i colori della città di Torino, abbinando una maglia gialla con colletto e bordature delle maniche blu, pantaloncini anch'essi blu e calzettoni gialli con dettagli blu.
| Casa | Trasferta |

Le divise dei portieri sono realizzate da Uhlsport, con sovrapposti i loghi Kappa e UPIM. Tutte le maglie recano all'altezza del cuore, incastonate in una «scatolina» bianca bordata d'oro, le due stelle conquistate dal club.
| 1ª portiere (1ª versione) | 1ª portiere (2ª versione) | 2ª portiere |

## Organigramma societario
Area direttivo-organizzativa
- Presidente: Giampiero Boniperti (fino al 5 febbraio 1990); Vittorio Caissotti di Chiusano (dal 5 febbraio 1990)
- General Manager: Pietro Giuliano
- Segretario: Sergio Secco

Area tecnica
- Direttore sportivo: Francesco Morini
- Allenatore: Dino Zoff
- Allenatore in seconda: Gaetano Scirea (fino al 3 settembre 1989)

Area sanitaria
- Medico sociale: Giuseppe Bosio

## Rosa
| N. |                             | Ruolo | Calciatore             |
| -- | --------------------------- | ----- | ---------------------- |
|    | Italia (bandiera)           | P     | Adriano Bonaiuti       |
|    | Italia (bandiera)           | P     | Davide Micillo         |
|    | Italia (bandiera)           | P     | Stefano Tacconi        |
|    | Italia (bandiera)           | D     | Dario Bonetti          |
|    | Italia (bandiera)           | D     | Sergio Brio (capitano) |
|    | Italia (bandiera)           | D     | Pasquale Bruno         |
|    | Italia (bandiera)           | D     | Luigi De Agostini      |
|    | Italia (bandiera)           | D     | Andrea De Min          |
|    | Italia (bandiera)           | D     | Nicolò Napoli          |
|    | Italia (bandiera)           | D     | Massimiliano Rosa      |
|    | Italia (bandiera)           | D     | Michele Serena         |
|    | Italia (bandiera)           | D     | Paolo Siroti           |
|    | Italia (bandiera)           | D     | Roberto Tricella       |
|    | Unione Sovietica (bandiera) | C     | Sergej Alejnikov       |

| N. |                             | Ruolo | Calciatore          |
| -- | --------------------------- | ----- | ------------------- |
|    | Italia (bandiera)           | C     | Angelo Alessio      |
|    | Italia (bandiera)           | C     | Salvatore Avallone  |
|    | Portogallo (bandiera)       | C     | Rui Barros          |
|    | Italia (bandiera)           | C     | Andrea Caverzan     |
|    | Italia (bandiera)           | C     | Daniele Fortunato   |
|    | Italia (bandiera)           | C     | Roberto Galia       |
|    | Italia (bandiera)           | C     | Giancarlo Marocchi  |
|    | Italia (bandiera)           | C     | Maurizio Testa      |
|    | Italia (bandiera)           | A     | Pierluigi Casiraghi |
|    | Italia (bandiera)           | A     | Gerry Cavallo       |
|    | Italia (bandiera)           | A     | Federico Giampaolo  |
|    | Italia (bandiera)           | A     | Salvatore Schillaci |
|    | Unione Sovietica (bandiera) | A     | Oleksandr Zavarov   |

## Calciomercato

### Sessione estiva
| Acquisti | Acquisti            | Acquisti       | Acquisti                   |
| R.       | Nome                | da             | Modalità                   |
| -------- | ------------------- | -------------- | -------------------------- |
| P        | Adriano Bonaiuti    | Verona         | definitivo                 |
| D        | Dario Bonetti       | Verona         | definitivo                 |
| D        | Daniele Fortunato   | Atalanta       | definitivo                 |
| D        | Michele Serena      | Venezia-Mestre | definitivo                 |
| C        | Sergej Alejnikov    | Dinamo Minsk   | definitivo, ₤ 4,2 miliardi |
| C        | Angelo Alessio      | Bologna        | fine prestito              |
| C        | Salvatore Avallone  | Valdiano 85    | definitivo                 |
| A        | Pierluigi Casiraghi | Monza          | definitivo                 |
| A        | Salvatore Schillaci | Messina        | definitivo                 |

| Cessioni | Cessioni             | Cessioni   | Cessioni          |
| R.       | Nome                 | a          | Modalità          |
| -------- | -------------------- | ---------- | ----------------- |
| P        | Luciano Bodini       | Verona     | definitivo        |
| D        | Antonio Cabrini      | Bologna    | definitivo        |
| D        | Luciano Favero       | Verona     | definitivo        |
| C        | Marino Magrin        | Verona     | definitivo        |
| C        | Massimo Mauro        | Napoli     | definitivo        |
| A        | Alessandro Altobelli | Brescia    | definitivo        |
| A        | Renato Buso          | Fiorentina | compartecipazione |
| A        | Michael Laudrup      |            | svincolato        |

## Risultati

### Serie A

#### Girone di andata
| Arbitro: | Coppetelli (Tivoli) |

|              |           |          |
| Marocchi 13’ | Marcatori | 40’ Poli |

| Arbitro: | Lanese (Messina) |

|           |           |                                              |
| Iorio 78’ | Marcatori | 4’, 11’ Schillaci 49’ Fortunato 56’ Marocchi |

| Arbitro: | Longhi (Roma) |

|                                         |           |           |
| Casiraghi 25’ Schillaci 67’ Alessio 90’ | Marcatori | 37’ Kubík |

| Arbitro: | Sguizzato (Verona) |

|                                          |           |                |
| Zavarov 1’ Bonetti 22’ Sabato 70’ (aut.) | Marcatori | 53’ Casagrande |

| Arbitro: | D'Elia (Salerno) |

|                            |           |              |
| Matthäus 36’ Klinsmann 46’ | Marcatori | 58’ Marocchi |

| Arbitro: | Cornieti (Forlì) |

|               |           |  |
| Schillaci 42’ | Marcatori |  |

| Arbitro: | Agnolin (Bassano del Grappa) |

|              |           |                        |
| Di Canio 38’ | Marcatori | 53’ (rig.) De Agostini |

| Arbitro: | Baldas (Trieste) |

|  |           |              |
|  | Marcatori | 74’ Caniggia |

| Arbitro: | Lanese (Messina) |

|                                   |           |                                  |
| Aguilera 20’ Fortunato 41’ (aut.) | Marcatori | 11’, 21’ Schillaci 49’ Alejnikaŭ |

| Arbitro: | Longhi (Roma) |

|               |           |  |
| Alejnikaŭ 34’ | Marcatori |  |

| Arbitro: | Agnolin (Bassano del Grappa) |

|                                         |           |                                      |
| Van Basten 52’ (rig.), 85’ Donadoni 78’ | Marcatori | 62’ (rig.) De Agostini 65’ Schillaci |

| Arbitro: | Longhi (Roma) |

|                        |           |                           |
| Orlando 77’ Branca 82’ | Marcatori | 23’ Zavarov 64’ Fortunato |

| Arbitro: | Lanese (Messina) |

|             |           |            |
| Bonetti 73’ | Marcatori | 16’ Crippa |

| Arbitro: | D'Elia (Salerno) |

|                        |           |                           |
| Citterio 8’ Gualco 18’ | Marcatori | 30’ Alessio 34’ Schillaci |

| Arbitro: | Baldas (Trieste) |

|               |           |            |
| Fortunato 35’ | Marcatori | 58’ Domini |

| Arbitro: | Agnolin (Bassano del Grappa) |

|              |           |  |
| Desideri 68’ | Marcatori |  |

| Arbitro: | Fabricatore (Roma) |

|                                           |           |  |
| Schillaci 27’, 90’ De Agostini 79’ (rig.) | Marcatori |  |

#### Girone di ritorno
| Arbitro: | Lanese (Messina) |

|          |           |                    |
| Waas 28’ | Marcatori | 56’ (aut.) Bonetti |

| Arbitro: | Di Cola (Avezzano) |

|                            |           |           |
| Marocchi 30’ Schillaci 83’ | Marcatori | 29’ Iorio |

| Arbitro: | Longhi (Roma) |

|                                  |           |                       |
| Baggio 63’ (rig.) Battistini 72’ | Marcatori | 2’ Napoli 17’ Zavarov |

| Arbitro: | Luci (Firenze) |

|                       |           |                                 |
| Casagrande 50’ (rig.) | Marcatori | 13’ Brio 19’ (rig.) De Agostini |

| Arbitro: | Agnolin (Bassano del Grappa) |

|            |           |  |
| Napoli 71’ | Marcatori |  |

| Arbitro: | D'Elia (Salerno) |

|                      |           |                      |
| Maiellaro 89’ (rig.) | Marcatori | 40’ (rig.) Schillaci |

| Arbitro: | Amendolia (Messina) |

|               |           |  |
| Casiraghi 72’ | Marcatori |  |

| Arbitro: | Cornieti (Forlì) |

|            |           |                            |
| Bordin 75’ | Marcatori | 18’ Alejnikaŭ 57’ Marocchi |

| Arbitro: | Magni (Bergamo) |

|          |           |                      |
| Galia 4’ | Marcatori | 35’ (aut.) Alejnikaŭ |

| Genova 4 marzo 1990, ore 15:00 CET 27ª giornata | Sampdoria      | 0 – 0 referto | Juventus | Stadio Luigi Ferraris\| Arbitro: \| Luci (Firenze) \| |
| Arbitro:                                        | Luci (Firenze) |               |          |                                                       |

| Arbitro: | Longhi (Roma) |

|                                  |           |  |
| Schillaci 7’ Rui Barros 18’, 58’ | Marcatori |  |

| Arbitro: | Ceccarini (Livorno) |

|             |           |            |
| Zavarov 12’ | Marcatori | 10’ Branca |

| Arbitro: | Longhi (Roma) |

|                                |           |                        |
| Maradona 13’, 28’ Francini 64’ | Marcatori | 61’ (rig.) De Agostini |

| Arbitro: | Baldas (Trieste) |

|                                                   |           |  |
| Napoli 2’ Schillaci 20’ Alessio 26’ Casiraghi 63’ | Marcatori |  |

| Arbitro: | Magni (Bergamo) |

|                |           |             |
| Del Bianco 57’ | Marcatori | 72’ Bonetti |

| Arbitro: | Beschin (Legnago) |

|               |           |            |
| Casiraghi 68’ | Marcatori | 64’ Völler |

| Arbitro: | Boggi (Salerno) |

|                         |           |                                             |
| Pasculli 74’ Vincze 89’ | Marcatori | 32’ Schillaci 55’ Zavarov 75’ (aut.) Garzya |

### Coppa Italia

#### Turni eliminatori
| Arbitro: | Magni (Bergamo) |

|  |           |              |
|  | Marcatori | 108’ Zavarov |

| Arbitro: | Nicchi (Arezzo) |

|                           |           |                |
| Schillaci 14’ Zavarov 42’ | Marcatori | 71’ Giacchetta |

#### Fase a gironi
| Arbitro: | Cornieti (Forlì) |

|  |           |             |
|  | Marcatori | 58’ Zavarov |

| Arbitro: | Lanese (Messina) |

|                                    |           |             |
| Marocchi 6’ De Agostini 87’ (rig.) | Marcatori | 22’ Katanec |

#### Fase finale
| Arbitro: | Sguizzato (Verona) |

|                   |           |  |
| Casiraghi 5’, 85’ | Marcatori |  |

| Arbitro: | Agnolin (Bassano del Grappa) |

|                                                |           |                           |
| Di Mauro 9’ Bonetti 27’ (aut.) Tempestilli 73’ | Marcatori | 51’ Alessio 64’ Schillaci |

| Torino 28 febbraio 1990, ore 20:30 CET Finale - Andata | Juventus         | 0 – 0 referto | Milan | Stadio Comunale Vittorio Pozzo\| Arbitro: \| D'Elia (Salerno) \| |
| Arbitro:                                               | D'Elia (Salerno) |               |       |                                                                  |

| Arbitro: | D'Elia (Salerno) |

|  |           |           |
|  | Marcatori | 17’ Galia |

### Coppa UEFA
| Arbitro: | Röthlisberger |

|  |           |             |
|  | Marcatori | 72’ Zavarov |

| Arbitro: | Tritschler |

|                                            |           |                       |
| Schillaci 3’, 26’ Fortunato 5’ Marocchi 6’ | Marcatori | 44’ Koseła 83’ Lissek |

| Arbitro: | Blankenstein |

|  |           |            |
|  | Marcatori | 65’ Barros |

| Arbitro: | Courtney |

|                           |           |           |
| Galia 26’ De Agostini 82’ | Marcatori | 29’ Bravo |

| Arbitro: | Goethals |

|                             |           |              |
| Schillaci 81’ Casiraghi 86’ | Marcatori | 69’ Wienhold |

| Arbitro: | Smith |

|  |           |                 |
|  | Marcatori | 20’ De Agostini |

| Arbitro: | Karlsson |

|  |           |                             |
|  | Marcatori | 51’ Schillaci 57’ Casiraghi |

| Arbitro: | Vautrot |

|           |           |                       |
| Galia 33’ | Marcatori | 71’ Furtok 78’ Merkle |

| Arbitro: | Kohl |

|                                       |           |                      |
| Barros 22’ Casiraghi 45’ Marocchi 54’ | Marcatori | 80’ Götz 90+1’ Sturm |

| Colonia 18 aprile 1990, ore 18:30 CEST Semifinale - Ritorno | Colonia  | 0 – 0 referto | Juventus | Müngersdorferstadion (ca 60 000 spett.)\| Arbitro: \| Petrović \| |
| Arbitro:                                                    | Petrović |               |          |                                                                   |

| Arbitro: | Soriano Aladrén |

|                                        |           |          |
| Galia 3’ Casiraghi 60’ De Agostini 75’ | Marcatori | 10’ Buso |

| Avellino 16 maggio 1990, ore 20:30 CEST Finale - Ritorno | Fiorentina  | 0 – 0 referto | Juventus | Stadio Partenio (33 200 spett.)\| Arbitro: \| Schmidhuber \| |
| Arbitro:                                                 | Schmidhuber |               |          |                                                              |

## Statistiche

### Statistiche di squadra
| Competizione | Punti | In casa | In casa | In casa | In casa | In casa | In casa | In trasferta | In trasferta | In trasferta | In trasferta | In trasferta | In trasferta | Totale | Totale | Totale | Totale | Totale | Totale | DR  |
| Competizione | Punti | G       | V       | N       | P       | Gf      | Gs      | G            | V            | N            | P            | Gf           | Gs           | G      | V      | N      | P      | Gf     | Gs     | DR  |
| ------------ | ----- | ------- | ------- | ------- | ------- | ------- | ------- | ------------ | ------------ | ------------ | ------------ | ------------ | ------------ | ------ | ------ | ------ | ------ | ------ | ------ | --- |
| Serie A      | 44    | 17      | 10      | 6       | 1       | 28      | 10      | 17           | 5            | 8            | 4            | 28           | 26           | 34     | 15     | 14     | 5      | 56     | 36     | +20 |
| Coppa Italia | -     | 4       | 3       | 1       | 0       | 6       | 2       | 4            | 3            | 0            | 1            | 5            | 3            | 8      | 6      | 1      | 1      | 11     | 5      | +6  |
| Coppa UEFA   | -     | 6       | 5       | 0       | 1       | 15      | 9       | 6            | 4            | 2            | 0            | 5            | 0            | 12     | 9      | 2      | 1      | 20     | 9      | +11 |
| Totale       | -     | 27      | 18      | 7       | 2       | 49      | 21      | 27           | 12           | 10           | 5            | 38           | 29           | 54     | 30     | 17     | 7      | 87     | 50     | +37 |

### Statistiche dei giocatori
| Giocatore      | Serie A  | Serie A | Serie A     | Serie A    | Coppa Italia | Coppa Italia | Coppa Italia | Coppa Italia | Coppa UEFA | Coppa UEFA | Coppa UEFA  | Coppa UEFA | Totale   | Totale | Totale      | Totale     |
| Giocatore      | Presenze | Reti    | Ammonizioni | Espulsioni | Presenze     | Reti         | Ammonizioni  | Espulsioni   | Presenze   | Reti       | Ammonizioni | Espulsioni | Presenze | Reti   | Ammonizioni | Espulsioni |
| -------------- | -------- | ------- | ----------- | ---------- | ------------ | ------------ | ------------ | ------------ | ---------- | ---------- | ----------- | ---------- | -------- | ------ | ----------- | ---------- |
| S. Alejnikov   | 30       | 3       | 1           | 0          | 8            | 0            | 0            | 0            | 12         | 0          | 2           | 0          | 50       | 3      | 3           | 0          |
| A. Alessio     | 25       | 3       | 1           | 0          | 7            | 1            | 0            | 0            | 6          | 0          | 0           | 0          | 38       | 4      | 1           | 0          |
| S. Avallone    | 2        | 0       | 0           | 0          | -            | -            | -            | -            | 2          | 0          | 0           | 0          | 4        | 0      | 0           | 0          |
| R. Barros      | 31       | 2       | 2           | 0          | 7            | 0            | 0            | 0            | 12         | 2          | 0           | 0          | 50       | 4      | 2           | 0          |
| A. Bonaiuti    | 1        | -0      | 0           | 0          | -            | -            | -            | -            | 0          | -0         | 0           | 0          | 1        | -0     | 0           | 0          |
| D. Bonetti     | 28       | 3       | 9           | 2          | 7            | 0            | 0            | 0            | 9          | 0          | 2           | 0          | 44       | 3      | 11          | 2          |
| S. Brio        | 15       | 1       | 2           | 0          | 2            | 0            | 0            | 0            | 8          | 0          | 0           | 0          | 25       | 1      | 2           | 0          |
| P. Bruno       | 19       | 0       | 6           | 0          | 2            | 0            | 0            | 0            | 8          | 0          | ?           | ?          | 29       | 0      | 6+          | 0+         |
| P. Casiraghi   | 23       | 4       | 2           | 1          | 8            | 2            | 0            | 0            | 11         | 4          | 0           | 0          | 42       | 10     | 2           | 1          |
| G. Cavallo     | 0        | 0       | 0           | 0          | -            | -            | -            | -            | -          | -          | -           | -          | 0        | 0      | 0           | 0          |
| A. Caverzan    | 0        | 0       | 0           | 0          | 0            | 0            | 0            | 0            | -          | -          | -           | -          | 0        | 0      | 0           | 0          |
| L. De Agostini | 33       | 5       | 5           | 0          | 8            | 1            | 0            | 0            | 12         | 2          | 1           | 0          | 53       | 8      | 6           | 0          |
| A. De Min      | 0        | 0       | 0           | 0          | -            | -            | -            | -            | -          | -          | -           | -          | 0        | 0      | 0           | 0          |
| D. Fortunato   | 19       | 3       | 2           | 0          | 3            | 0            | 0            | 0            | 6          | 1          | 0           | 0          | 28       | 4      | 2           | 0          |
| R. Galia       | 30       | 3       | 4           | 0          | 5            | 1            | 0            | 0            | 11         | 3          | 1           | 0          | 46       | 7      | 5           | 0          |
| F. Giampaolo   | 0        | 0       | 0           | 0          | -            | -            | -            | -            | -          | -          | -           | -          | 0        | 0      | 0           | 0          |
| G. Marocchi    | 32       | 5       | 7           | 0          | 8            | 1            | 0            | 0            | 11         | 2          | 2           | 0          | 51       | 8      | 9           | 0          |
| D. Micillo     | 0        | -0      | 0           | 0          | -            | -            | -            | -            | -          | -          | -           | -          | 0        | -0     | 0           | 0          |
| N. Napoli      | 19       | 3       | 4           | 0          | 7            | 0            | 0            | 0            | 7          | 0          | 0           | 0          | 33       | 3      | 4           | 0          |
| M. Rosa        | 0        | 0       | 0           | 0          | -            | -            | -            | -            | 1          | 0          | 0           | 0          | 1        | 0      | 0           | 0          |
| S. Schillaci   | 30       | 15      | 6           | 1          | 8            | 2            | 0            | 0            | 12         | 4          | 1           | 0          | 50       | 21     | 7           | 1          |
| M. Serena      | 4        | 0       | 0           | 0          | -            | -            | -            | -            | 1          | 0          | 0           | 0          | 5        | 0      | 0           | 0          |
| P. Siroti      | 0        | 0       | 0           | 0          | -            | -            | -            | -            | 0          | 0          | 0           | 0          | 0        | 0      | 0           | 0          |
| S. Tacconi     | 33       | -36     | 2           | 0          | 8            | -5           | ?            | ?            | 12         | -9         | 1           | 0          | 53       | -50    | 3+          | 0+         |
| M. Testa       | 0        | 0       | 0           | 0          | -            | -            | -            | -            | 0          | 0          | 0           | 0          | 0        | 0      | 0           | 0          |
| R. Tricella    | 19       | 0       | 6           | 0          | 7            | 0            | 0            | 0            | 2          | 0          | 0           | 0          | 28       | 0      | 6           | 0          |
| O. Zavarov     | 28       | 5       | 3           | 0          | 6            | 3            | 0            | 0            | 7          | 1          | 0           | 0          | 41       | 9      | 3           | 0          |

## Giovanili

### Organigramma
Area tecnica
Settore giovanile
- Primavera
  - Allenatore: Antonello Cuccureddu
- Berretti
  - Allenatore: Nenè
- Allievi
  - Allenatore: Salvatore Jacolino
- Giovanissimi
  - Allenatore: Elio Mesiti
- Mini Giovanissimi
  - Allenatore: Domenico Maggiora

### Piazzamenti
- Primavera:
  - Campionato: 2º nel girone Nord[24]
  - Coppa Italia: ?
  - Torneo di Viareggio: fase a gironi[25]